# قاي بيلانجر
قاي بيلانجر هو موزع ومغني أوبرا كندي، ولد في 24 نوفمبر 1946 في مدينة كيبك في كندا.

## وصلات خارجية
- غاي بيلانجر على موقع ميوزك برينز (الإنجليزية)
- غاي بيلانجر على موقع ديسكوغز (الإنجليزية)